# Martien Brinkman

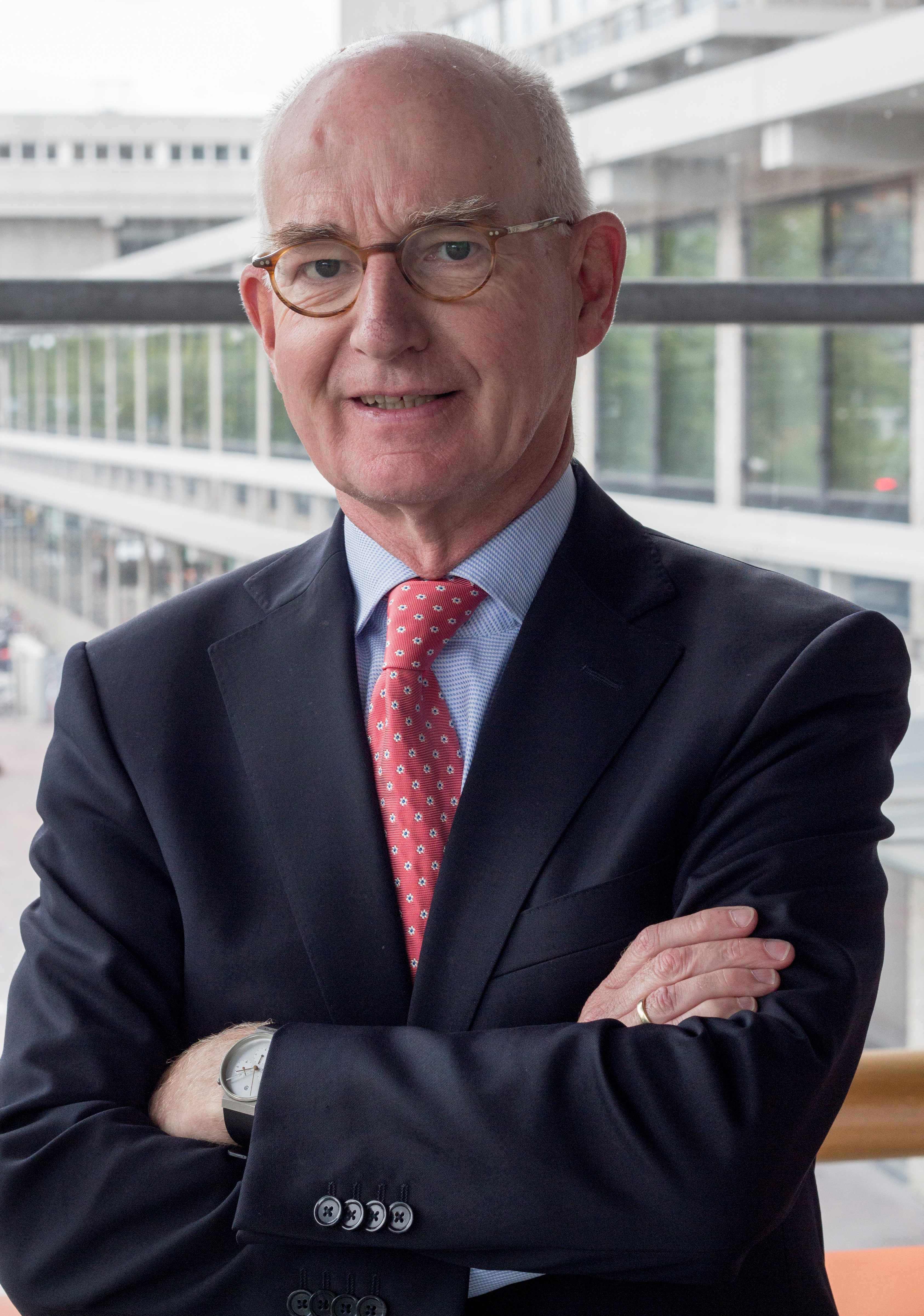
Martien Brinkman (2015)

Martien Everhardus Brinkman (Stadskanaal, 22 juli 1950) is een Nederlandse theoloog, auteur en emeritus hoogleraar theologie.

## Studie
Brinkman studeerde theologie aan de Vrije Universiteit (1968-1974) en promoveerde aldaar in 1979 bij prof. H.M. Kuitert op een proefschrift over het gods- en mensbegrip in de theologie van Wolfhart Pannenberg. In 1977 studeerde hij drie maanden in München bij Pannenberg.
Later zouden er ook nog studieverblijven van steeds drie maanden volgen in Melbourne en Stellenbosch (Zuid-Afrika) in 2005/2006 en in Oxford en Durham (North Carolina, USA) in 2011 ter voorbereiding van de boeken De niet-westerse Jezus (2007) en Jezus Incognito (2012).

## Carrière
Brinkman was van 1973-1976 godsdienstleraar aan de Chr. Scholengemeenschap A’dam-Oost.
Van 1976 tot 1983 startte hij zijn academisch werk als onderzoeksmedewerker aan de Vrije Universiteit Amsterdam (VU).
In de jaren 1990 bekleedde Brinkman de Adrianus VI-leerstoel voor oecumenisme aan de Katholieke Universiteit Leuven (België) en later de Berkelbach van der Sprenkel-leerstoel voor oecumenische theologie aan de VU. Van 1983-1987 vervulde hij een parttime predikantschap te Zandvoort gecombineerd met een eveneens parttime docentschap dogmatiek en theologiegeschiedenis aan de Hogeschool Holland te Diemen.
Tevens was hij van 1987 tot 2000 universitair hoofddocent aan het Interuniversitair Instituut voor Missiologie en Oecumenica (IIMO) te Utrecht.
Hierna was Brinkman tot zijn 65e hoogleraar oecumenische/interculturele theologie aan de VU te Amsterdam.
Bestuurlijk was hij onder meer actief als decaan (2000-2005) van de theologische faculteit van de VU, als president (2002-2006) van de Europese Societas Oecumenica en als directeur (2005-2015) van het International Reformed Theological Institute (IRTI).

## Theologie
Zijn theologie kent in de loop der jaren uiteenlopende accenten. Vanaf 1975 tot 1985 staat de Nederlandse en Duitse protestantse theologie centraal met als kernthema de vraag naar de komst van het koninkrijk Gods. Vanaf 1985 tot 1995 richt hij zich vooral op de Nederlandse, Duitse en Franse rooms-katholieke theologie. Dan staat de schepping centraal die hij bij voorkeur typeert als de ons omringende verrukkelijke en verschrikkelijke natuur. In de jaren 1990-2000 volgt hij als oecumenicus nauwlettend de nationale en internationale oecumenische ontwikkelingen, met name op het gebied van de rechtvaardigingsleer. Een leer die hij geneigd is nauw met het christelijk vrijheidsbegrip te verbinden.
Vanaf 1995 komt bij hem de niet-westerse theologie (vooral vanuit Afrika en Azië) in beeld. Hij werkt dan het begrip tweezijdige transformatie uit dat hij later ook in de godsleer zal toepassen. Hij geeft daarmee aan dat begrippen die van de ene cultuur naar de andere worden overgeplaatst, niet alleen die cultuur veranderen, maar zelf door die cultuur ook een verandering ondergaan. Een dergelijke beweging van twee kanten signaleert hij ook in de godsleer. Van God vormen we ons beelden, maar die worden door het object van beeldvorming (God) ook steeds weer doorbroken.
Vanaf 2010 is hij met name in beeldende kunst, film, proza en poëzie op zoek naar het cultureel gewaad van de grote woorden van de christelijke traditie. Dat resulteerde in het boek Jezus incognito en een tweetal kleinere studies over de relatie poëzie-religie. De theologische som van die speurtocht maakt hij in de jaren 2019-2022 op in een drietal studies waarvan Hoe mijn God veranderde het sluitstuk vormt. Daarin breekt hij met God als meester Albedil die men terecht al het kwaad in de wereld kan verwijten en pleit hij voor een intiemer godsbeeld waarin God primair als bron van levensmoed wordt gezien.